# Hirado (Nagasaki)
Hirado (平戸市 Hirado-shi?) es una ciudad japonesa localizada en la prefectura de Nagasaki, Japón. La parte históricamente llamada Hirado está localizada en la isla del mismo nombre. Con las recientes zonas añadidas a la ciudad, las fronteras de la ciudad han sido expandidas, y Hirado ocupa partes de las principales islas de Kyūshū. Las zonas se conectan a través del puente de Hirado.

## Historia
Hirado había sido un importante puerto entre Japón y el resto del este de Asia durante el período Nara. Durante el período Kamakura y el período Muromachi, el clan local de Matsuura tenía los derechos de comerciar con Corea y con la dinastía Sung de China. Durante el período Sengoku y a principios del período Edo, el rol de Hirado como centro de comercio exterior se vio incrementado, especialmente con la dinastía Ming de China y las Indias orientales Neerlandesas. Los portugueses llegaron en 1550, y los británicos y neerlandeses llegaron a principios del siglo XVII.
El primer paso del lucrativo intercambio comercial de Japón con los Países Bajos se inició con la autorización del Shogun del 'paso de comercio' (handelspas) en 1609.
En su máximo auge de intercambio el centro de intercambio neerlandés en Hirado abarcó el área que hoy en día ocupa el Parqué Sakikata. En 1637 y 1639, se construyeron almacenes de piedra y los constructores incorporaron fechas talladas en piedra en esos almacenes. Sin embargo, el  Shogunado desaprobó la utilización de utilizar fechas del calendario gregoriano y por lo tanto obligó a la destrucción de esas estructuras.  Este problema con las prácticas del estricto régimen sakoku fueron empleadas con el Shogunado para obligar a los comerciantes holandeses a abandonar Hirado para ir a los confines de Dejima, una pequeña isla en que se encuentra en Nagasaki. El último VOC Opperhoofd o Kapitan en Hirado y el primero en Dejima fue François Caron. Sin embargo, estudios recientes indican que este incidente probablemente pudo haber sido la excusa esgrimida por el Shogunado para desplazar al comercio neerlandés del clan de Hirado. Durante el período Edo, Hirado era la sede del dominio de Hirado. El castillo de Hirado representa el paisaje histórico y arquitectónico de ese período.
La ciudad se expandió el 1 de octubre de 2005, al incorporar los pueblos de Tabira, Ikitsuki, y la aldea de Ōshima. La economía local es dominada por la agricultura, la pesca y el procesamiento de alimentos.

### Personajes históricos con conexiones a Hirado
- El héroe nacional taiwanés Koxinga (1624–1662) y el diplomático japonés Inagaki Manjiro (1861–1908) nacieron en Hirado.
- William Adams (1564–1620), navegante inglés que murió en esta ciudad.
- Camillus Costanzo (1571–1622), mártir jesuita italiano, fue quemado vivo en Hirado.[8]

## Clima
| Parámetros climáticos promedio de Hirado (1991–2020) | Parámetros climáticos promedio de Hirado (1991–2020) | Parámetros climáticos promedio de Hirado (1991–2020) | Parámetros climáticos promedio de Hirado (1991–2020) | Parámetros climáticos promedio de Hirado (1991–2020) | Parámetros climáticos promedio de Hirado (1991–2020) | Parámetros climáticos promedio de Hirado (1991–2020) | Parámetros climáticos promedio de Hirado (1991–2020) | Parámetros climáticos promedio de Hirado (1991–2020) | Parámetros climáticos promedio de Hirado (1991–2020) | Parámetros climáticos promedio de Hirado (1991–2020) | Parámetros climáticos promedio de Hirado (1991–2020) | Parámetros climáticos promedio de Hirado (1991–2020) | Parámetros climáticos promedio de Hirado (1991–2020) |
| Mes                                                  | Ene.                                                 | Feb.                                                 | Mar.                                                 | Abr.                                                 | May.                                                 | Jun.                                                 | Jul.                                                 | Ago.                                                 | Sep.                                                 | Oct.                                                 | Nov.                                                 | Dic.                                                 | Anual                                                |
| ---------------------------------------------------- | ---------------------------------------------------- | ---------------------------------------------------- | ---------------------------------------------------- | ---------------------------------------------------- | ---------------------------------------------------- | ---------------------------------------------------- | ---------------------------------------------------- | ---------------------------------------------------- | ---------------------------------------------------- | ---------------------------------------------------- | ---------------------------------------------------- | ---------------------------------------------------- | ---------------------------------------------------- |
| Temp. máx. abs. (°C)                                 | 18.7                                                 | 20.4                                                 | 22.3                                                 | 25.7                                                 | 29.3                                                 | 30.7                                                 | 34.4                                                 | 35.1                                                 | 33.6                                                 | 30.1                                                 | 25.0                                                 | 23.1                                                 | 35.1                                                 |
| Temp. máx. media (°C)                                | 9.6                                                  | 10.6                                                 | 13.5                                                 | 17.7                                                 | 21.6                                                 | 24.1                                                 | 27.8                                                 | 29.6                                                 | 26.3                                                 | 22.1                                                 | 17.2                                                 | 12.1                                                 | 19.4                                                 |
| Temp. media (°C)                                     | 7.0                                                  | 7.6                                                  | 10.3                                                 | 14.2                                                 | 18.0                                                 | 21.1                                                 | 25.1                                                 | 26.5                                                 | 23.5                                                 | 19.2                                                 | 14.2                                                 | 9.3                                                  | 16.3                                                 |
| Temp. mín. media (°C)                                | 4.4                                                  | 4.7                                                  | 7.1                                                  | 11.0                                                 | 15.0                                                 | 18.9                                                 | 23.2                                                 | 24.2                                                 | 21.2                                                 | 16.4                                                 | 11.1                                                 | 6.4                                                  | 13.6                                                 |
| Temp. mín. abs. (°C)                                 | -5.7                                                 | -5.8                                                 | -4.0                                                 | 1.8                                                  | 7.3                                                  | 12.4                                                 | 16.1                                                 | 17.0                                                 | 13.6                                                 | 5.9                                                  | 1.7                                                  | -3.6                                                 | -5.8                                                 |
| Precipitación total (mm)                             | 84.9                                                 | 93.6                                                 | 148.7                                                | 189.0                                                | 198.4                                                | 319.0                                                | 345.7                                                | 289.1                                                | 223.5                                                | 116.6                                                | 112.3                                                | 85.3                                                 | 2206.1                                               |
| Nevadas (cm)                                         | 0                                                    | 1                                                    | 0                                                    | 0                                                    | 0                                                    | 0                                                    | 0                                                    | 0                                                    | 0                                                    | 0                                                    | 0                                                    | 0                                                    | 1                                                    |
| Días de lluvias (≥ 1 mm)                             | 8.6                                                  | 8.3                                                  | 9.9                                                  | 9.6                                                  | 8.8                                                  | 12.1                                                 | 11.9                                                 | 9.9                                                  | 9.6                                                  | 6.7                                                  | 8.1                                                  | 8.0                                                  | 111.5                                                |
| Días de nevadas (≥ 1 mm)                             | 0                                                    | 0.2                                                  | 0                                                    | 0                                                    | 0                                                    | 0                                                    | 0                                                    | 0                                                    | 0                                                    | 0                                                    | 0.1                                                  | 0                                                    | 0.3                                                  |
| Horas de sol                                         | 94.0                                                 | 115.8                                                | 157.7                                                | 179.0                                                | 194.3                                                | 125.3                                                | 146.9                                                | 196.7                                                | 158.9                                                | 174.6                                                | 132.8                                                | 104.6                                                | 1780.6                                               |
| Humedad relativa (%)                                 | 65                                                   | 65                                                   | 69                                                   | 74                                                   | 79                                                   | 87                                                   | 89                                                   | 85                                                   | 81                                                   | 72                                                   | 69                                                   | 65                                                   | 75                                                   |
| Fuente n.º 1: Agencia Meteorológica de Japón         |                                                      |                                                      |                                                      |                                                      |                                                      |                                                      |                                                      |                                                      |                                                      |                                                      |                                                      |                                                      |                                                      |
| Fuente n.º 2: Agencia Meteorológica de Japón         |                                                      |                                                      |                                                      |                                                      |                                                      |                                                      |                                                      |                                                      |                                                      |                                                      |                                                      |                                                      |                                                      |

## Galería

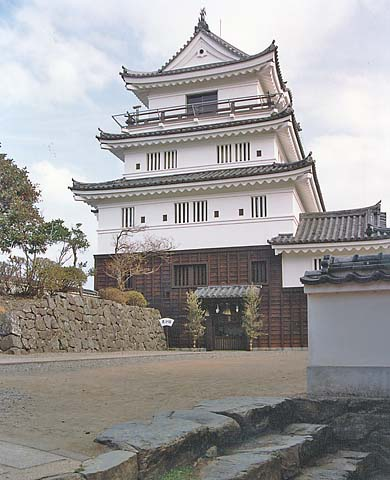
Castillo de Hirado
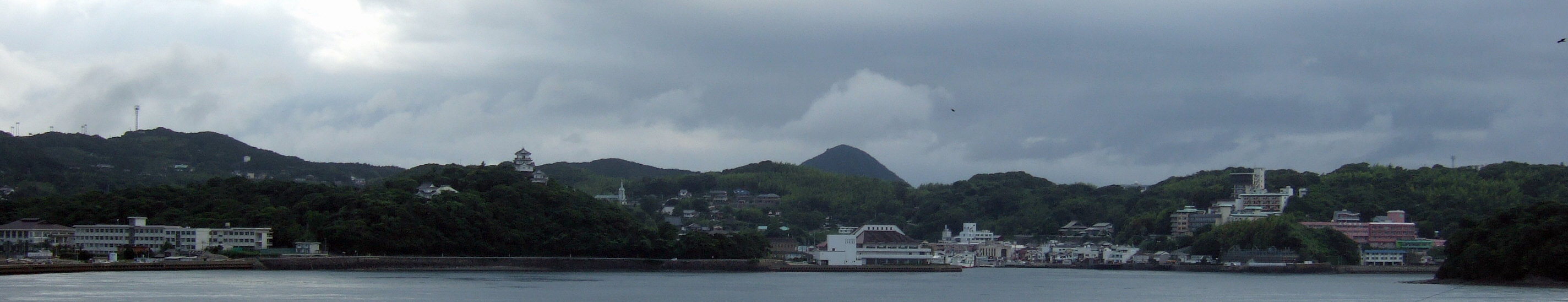
Vista panorámica de Hirado
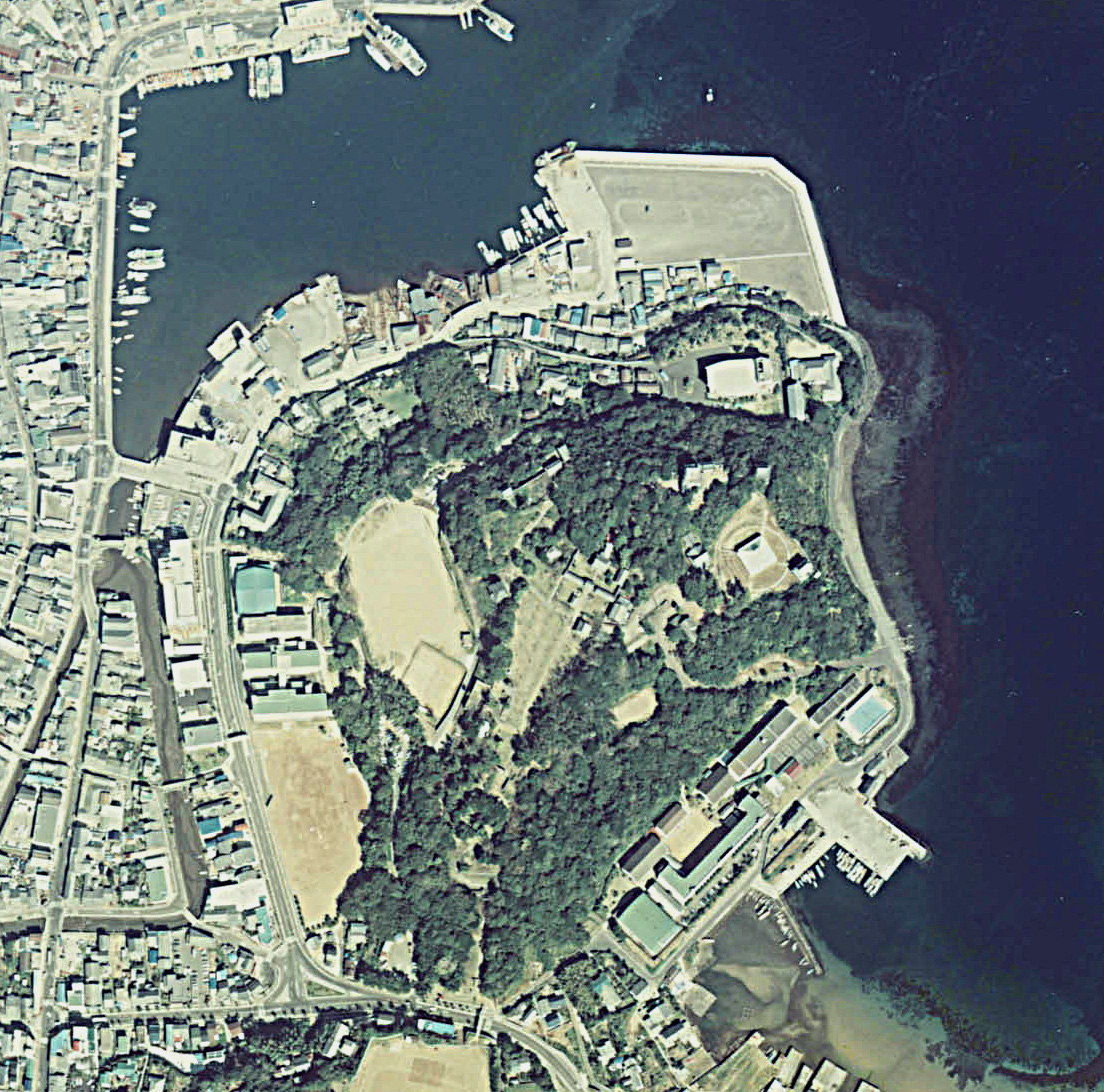
Vista aérea del castillo de Hirado — comparar con el dibujo abajo
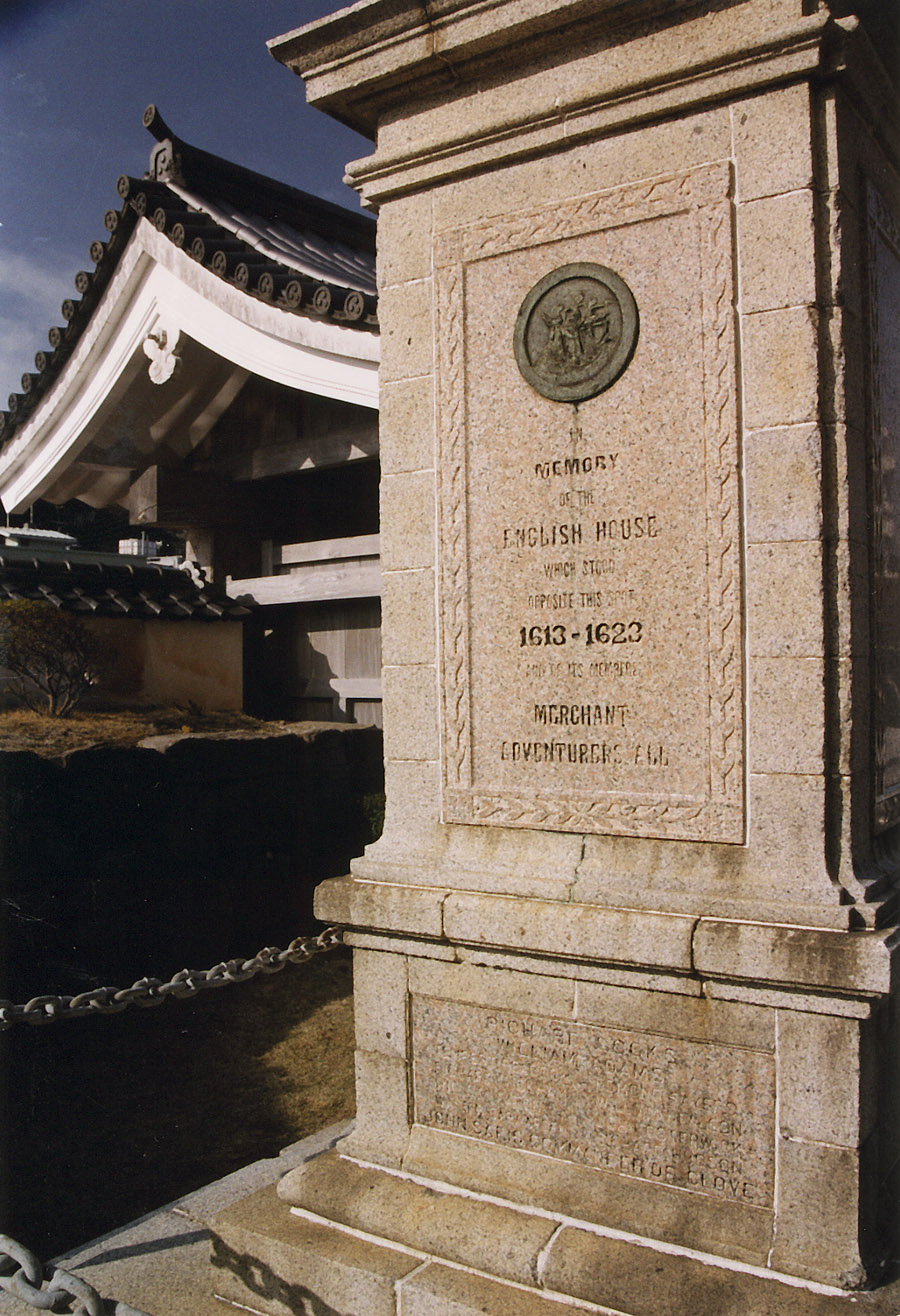
El monumento que marca la localización del puesto de comercio inglés en Hirado
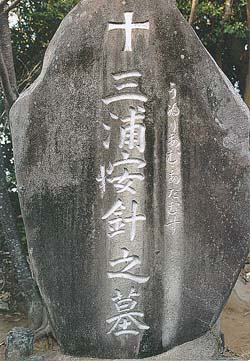
Tumba de William Adams quien fue instrumental en la negociación de los ingleses para construir un puesto de intercambio en Hirado, y disputablemente, el habría negociado y pasó de intercambio similar al preservado en los Archivos Nacionales Neerlandeses (ver documento abajo)

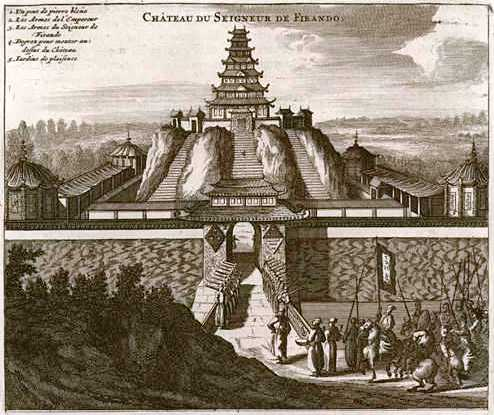
El castillo del Daimyo de Hirado (siglo XVII)
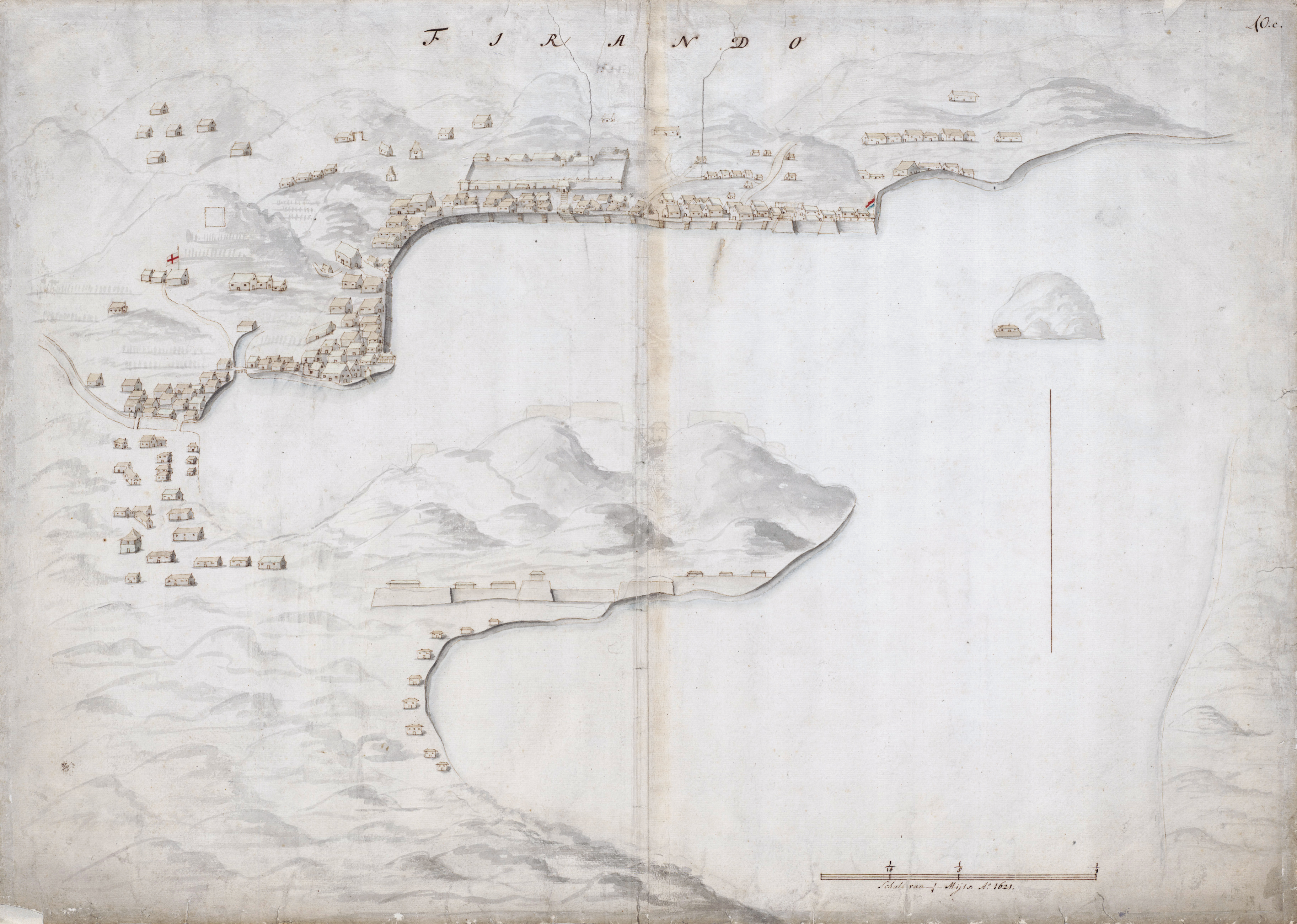
Mapa topográfico del valle de Hirado en 1621. A la derecha en la franja de la costa la zona intercambio con las indias orientales neerlandesas está marcada con la bandera roja-blanco-azul Bandera del reino de Holanda. A la zquierda, más allá de la costa, está la bandera blanca con la Cruz de San Jorge de Inglaterra del puesto de intercambio con las indias orientales. Esta fábrica de comercio inglesa en Hirado fue establecido en 1613. Richard Cocks fue designado como jefe comerciante. La fábrica de intercambio fue cerrada en 1623
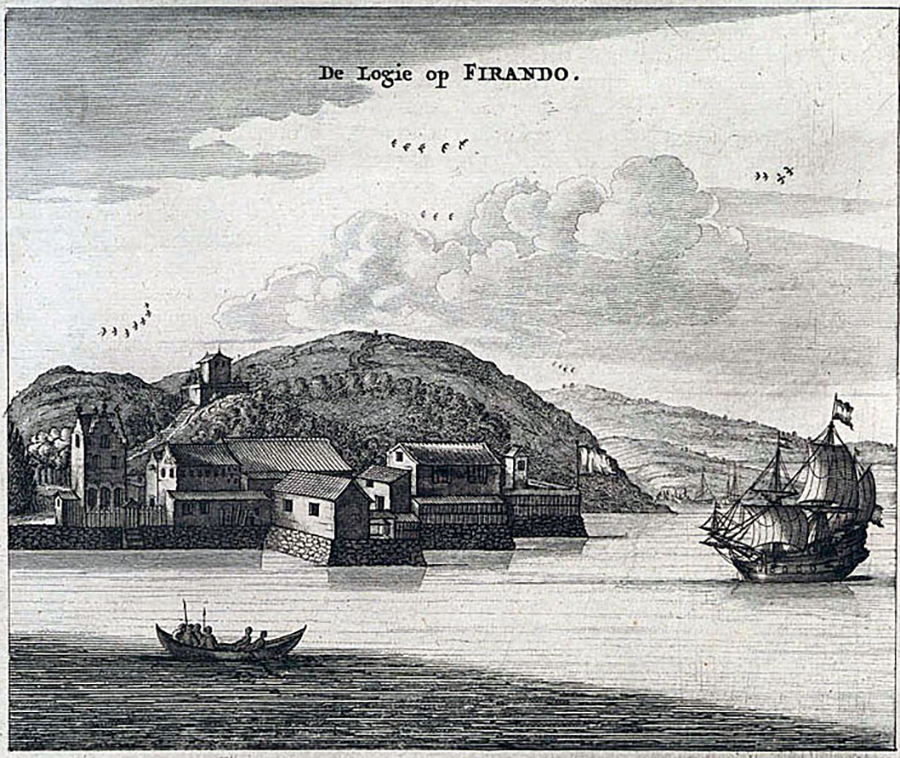
La fábrica de comercio en Hirado de la compañía de las VOC era mucho más grande que la británica (siglo XVII)
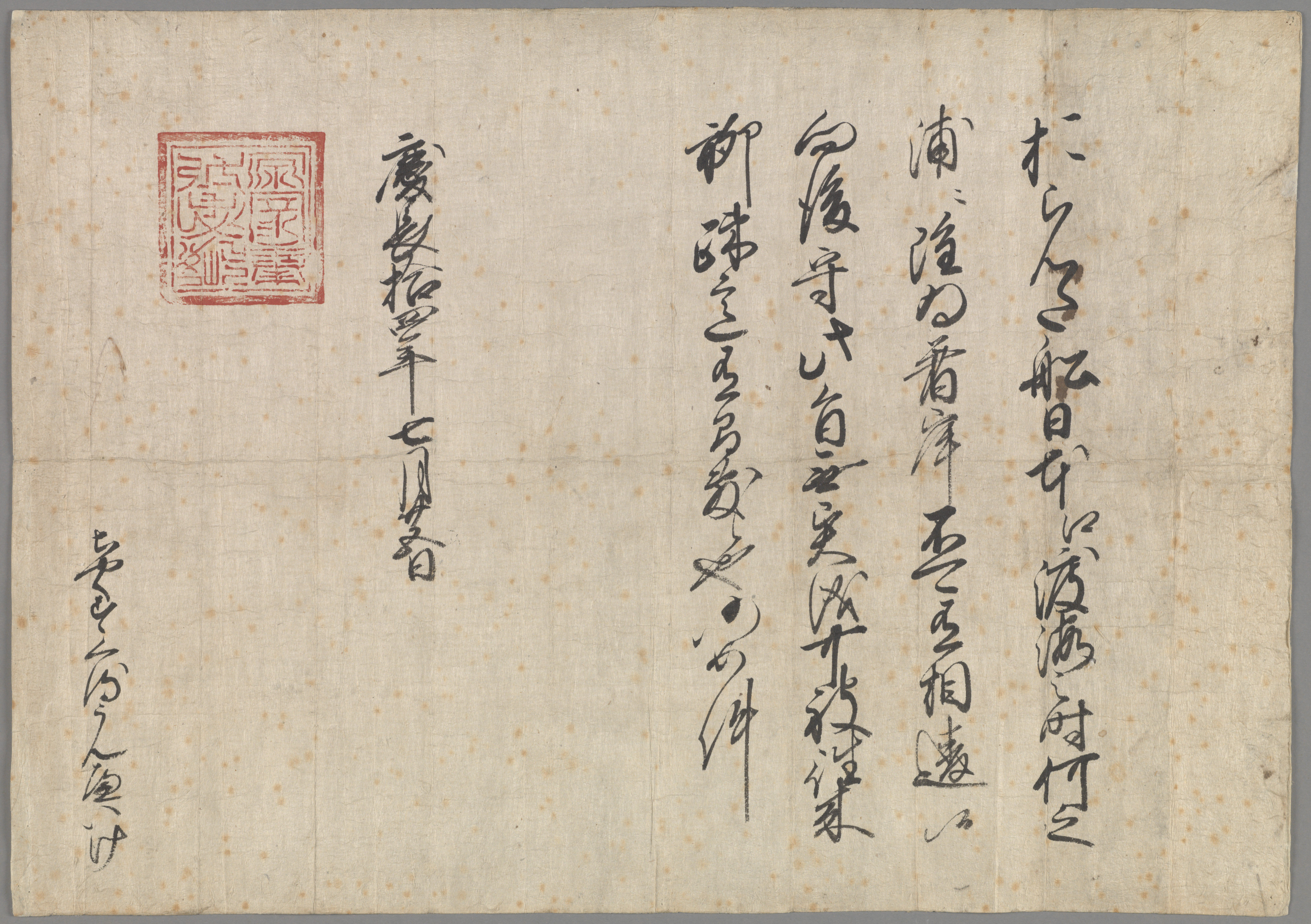
Este documento es un "pasaporte de comercio" (Dutch: handelspas) decretado en el nombre del Tokugawa Ieyasu. El texto menciona: "Los barcos neerlandeses tienen el permiso de viajar a Japón, y pueden desembarcar en cualquier costa, sin ninguna restricción. Desde ahora esta regulación debe ser observada y los holandeses dejados en libertad de zarpar a través de Japón. No serán permitadas las ofensas hacia ellos como en ocasiones previas" – fechado a 24 de agosto de 1609 (Keichō 14, día 25 del 6.º mes); n.b., el goshuin (御朱印) identifica este como un documento oficial teniendo el sello del shogun